# Сиренко, Владимир Иванович
Владимир Иванович Сиренко (7 ноября 1931, Новопетровка, Бердянский район — 8 мая 2015) — украинский поэт, прозаик, редактор, корреспондент.

## Биография
Родился 7 ноября 1931 года в селе Новопетровка Бердянского района Запорожской области. В 1954 окончил филологический факультет Днепропетровского государственного университета (ДГУ). Работал на металлургическом заводе, корреспондентом в городских газетах, на областном телевидении. Преследовался органами КГБ за националистические взгляды. 1985 — репрессирован органами КГБ. 1986 — реабилитирован за отсутствием состава преступления.
Автор поэтических сборников «Рождение песни», «Батькове поле», «Корінь мого роду», «Голгофа», «Навпростець по землі», «Все було», «Повернення в себе», «Регіт на палі», книг прозы «Хрести дерев’яні», «Велика зона злочинного режиму».
Редактор и составитель поэтической антологии «Весняний цвіт» (поэты Днепродзержинска).
Публикуется в украинской периодике, отдельные стихи — в газетах Канады, США, Австралии, Чехословакии, Израиля.
Ушёл из жизни 8 мая 2015 года.